# Doroteja Erić
Doroteja Erić (serbisch-kyrillisch Доротеја Ерић; * 1. August 1992 in Gornji Milanovac, Jugoslawien) ist eine ehemalige serbische Tennisspielerin.

## Karriere
Erić begann im Alter von fünf Jahren Tennis zu spielen. Sie bevorzugt dabei den Hartplatz. 2015 wurde sie erstmals in die serbische Fed-Cup-Mannschaft berufen, zu einem Einsatz kam sie bisher aber nicht.
Seit ihrer Erstrundenniederlage beim ITF-Turnier im August 2017 war sie auf der Damentour nicht mehr angetreten.

## Turniersiege

### Einzel
| Nr. | Datum             | Turnier             | Kategorie   | Belag     | Finalgegnerin      | Ergebnis       |
| --- | ----------------- | ------------------- | ----------- | --------- | ------------------ | -------------- |
| 1.  | 7. April 2013     | Scharm asch-Schaich | ITF $10.000 | Hartplatz | Martina Kubičíková | 7:64, 3:6, 6:3 |
| 2.  | 8. September 2013 | Noto                | ITF $25.000 | Rasen     | Eri Hozumi         | 6:0, 6:3       |

### Doppel
| Nr. | Datum           | Turnier             | Kategorie   | Belag     | Partnerin    | Finalgegnerinnen                    | Ergebnis |
| --- | --------------- | ------------------- | ----------- | --------- | ------------ | ----------------------------------- | -------- |
| 1.  | 9. Februar 2013 | Scharm asch-Schaich | ITF $10.000 | Hartplatz | Barbara Haas | Martina Kubičíková Chantal Škamlová | 6:2, 7:5 |